# 1992年罗斯·佩罗竞选美国总统
1992年2月20日，德克萨斯实业家罗斯·佩罗在《拉里金现场》节目上表示，自己有可能以独立候选人身份参选美国总统。佩罗此前没有从事过公职，但有领导多家成功企业的经验，而且在之前30年参与过许多公共事务。受民众对政治体制不满的影响，全美各州的草根组织风起云涌，帮助佩罗取得参选资格。有半数州规定总统候选人必须要和副总统候选人一同参选，退役海军中将詹姆斯·斯托克代尔因此成为佩罗的竞选搭档。
佩罗的竞选主要围绕他的平衡联邦预算方案展开，他还进一步提出经济国家主义、强化毒品战争力度，在全国范围通过“电子市政厅”来实现直接民主。有报道称他的观点就是“东德克萨斯民粹主义和高科技巫术”相结合。在许多支持者眼里，佩罗正直而风趣，而且会竭尽全力“照顾好他的人”，这都与传统的政治家不同，但也有人批评他只注重个人忠诚而非专业能力，有典型的“威权主义”倾向，而且“脾气暴躁”。
佩罗很大程度上是自掏腰包竞选，靠广告宣扬打响知名度，在全国范围内争取到广泛的草根阶层支持。部分民意调查结果显示他的支持率比共和党候选人，在任总统乔治·赫伯特·沃克·布什和民主党候选人，阿肯色州州长比尔·克林顿都要高。1992年7月，他因媒体上的负面报道而退出竞选，但10月又卷土重来，参加了全部三场总统候选人辩论。虽然有在各大电视网络黄金时段大量播出竞选信息广告，但民调结果表明他的支持率一直没能恢复到先前退出时的水平。选举日当天，佩罗在每一个州都拥有参选机会，也得到了一定数量的选民支持。他赢得了多个县，总计获得近19%的普选票，落后于克林顿和布什。虽然最终落败，但佩罗仍然是继1912年的西奥多·罗斯福以来赢得普选票数最多的第三党总统候选人。:4

## 背景

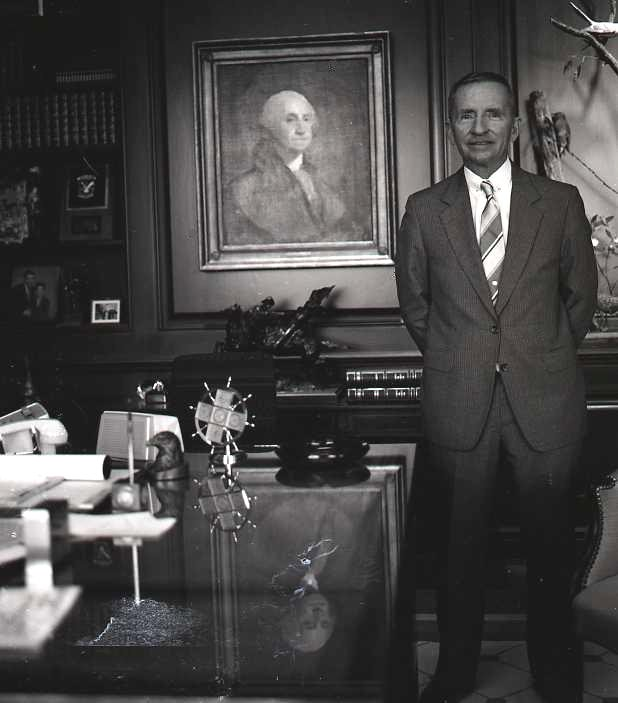
佩罗与办公室的乔治·华盛顿肖像画合影，摄于1986年。

罗斯·佩罗从未從事公职，但他有过运营多家成功企业的经验，而且在数十年的时间里参与过许多公共事务。20世纪50年代，佩罗在美國海軍服役，然后进入从事销售工作，只花了两周时间就完成了超过1年的销售任务。佩罗向公司提出电子存储构想，但没有得到重视，为此他于1962年创立电子数据系统，该公司很快就和联邦政府签约，承包医保纪录的存储。佩罗和电子数据系统很快赚进大笔财富，《财富》于1968年宣布佩罗是“（致富）最快、最富有的德州人”。佩罗以采用基于忠诚和责任的军事化理念掌管公司闻名。1979年，他在伊朗伊斯蘭革命期间派私人武装潜入伊朗，营救两名遭囚禁的公司雇员，1983年的小说《鹰翼之上》（On Wings of Eagles）就是受这一事件启发而作。1984年，佩罗将电子数据系统以25.5亿美元价格卖给通用汽车，再于1988年创立佩罗系统。到1992年时，他的财富估计已达30亿美元。
佩罗在越南战争问题上属于鷹派，还会为沦为战俘的美国人奔走呼号，并对他们的家庭提供帮助。战争期间，他向回国军人提供物资，还会为他们举行集会。公共事务方面，佩罗于1979年在共和党州长比尔·克莱门茨（Bill Clements）的授意下成为德克萨斯州毒品战争委员会主席，1983年又经民主党州长马克·怀特（Mark White）委任出任公共教育选择委员会主席。佩罗最受推荐的政治举措是在越南战争战俘及失踪人员问题上的不懈努力。他想方设法确保那些在他看来被抛在战场、无法回国的军人重获自由，甚至不顾里根为首的白宫不满，与越南政府展开秘密外交谈判。佩罗曾是里根总统的长期支持者，1986年时还称他是“伟大的总统”，并承诺会为罗纳德·里根总统图书馆赞助250万美元，但在去过一趟河内后，佩罗认为里根领导的联邦政府行政部门没有严肃对待战俘和失踪人员的问题，双方关系因此恶化。1987年，他撤回了赞助总统图书馆的承诺，理由正是战俘和失踪人员问题，以及政府在伊朗门事件中的所作所为。此后，他成为乔治·赫伯特·沃克·布什政府的批评者，并且反对1991年的海湾战争。

## 选战初期
1991年2月20日，罗斯·佩罗走上《拉里金现场》，这也是他这年第4次在这个节目中亮相。经过一段针对政治议题的热烈探讨后，主持人拉里·金直接询问佩罗“是否有考虑参选总统”。佩罗坚决表示不想参选，但又称如果“寻常百姓”签署请愿书，让他在全部50个州都取得参选资格，那么他愿意展开竞选。3月12日，他在办公室设立电话银行，由志愿者通过电话告知有兴趣的选民和支持者帮助佩罗展开这场潜在竞选的方法。支持者认为佩罗就是“实干家……能够把事情做好……（还）会照顾好他的人”，他们还对布什总统违背不加税的承诺感到愤怒。《纽约时报》推测，佩罗这种“独排众议、不把战俘丢下的性格特点和反政治的政治立场”可以吸引到“愤怒失意的选民”支持。但共和党政治顾问卡尔·罗夫（Karl Rove）认为，佩罗只是个“没有经受过考验的野人”。佩罗不接受任何超过5美元的财务捐助，声称他会亲自为这场可能展开的竞选注资。佩罗在第一个月里自掏了40万美元腰包，不过，他的訊息主要是透過电视媒体向外界传播，3月18日，他在国家新闻俱乐部发表的演说通过转播:17。

### 选秀

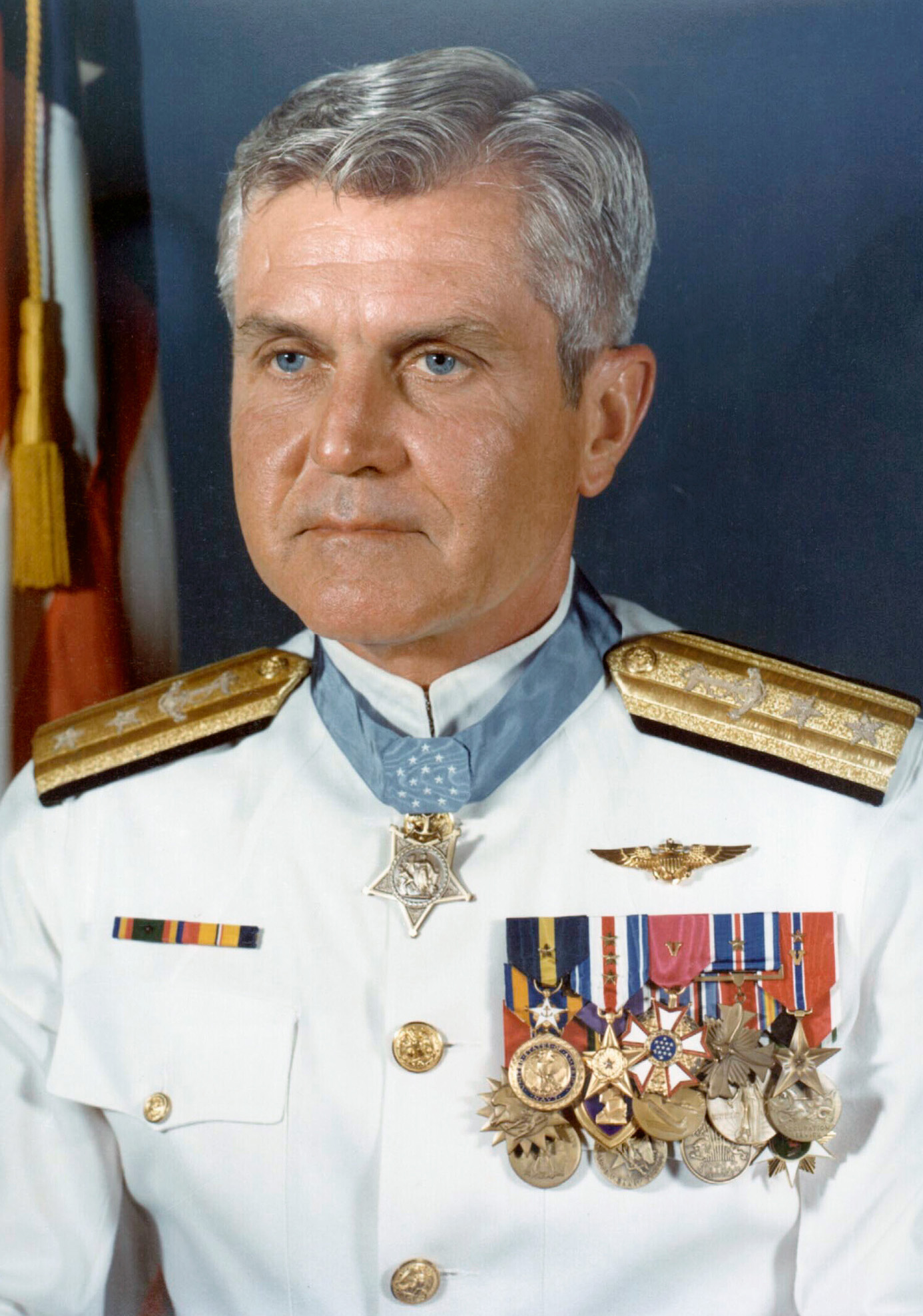
詹姆斯·斯托克代尔是佩罗的竞选搭档

全美各地都开办了“佩罗选秀”（Draft Perot）组织，请愿书的发布和收集主要是由佩罗的朋友汤姆·卢斯（Tom Luce）:18，以及佩罗系统的房地产部门从中协调:36，确保候选人在每个州的投票中都能够取得一席之地。这些努力赢得了回报，佩罗亮相《菲尔·唐纳修谈话秀》（Phil Donahue Show）后，他的电话银行最多同时接到1万8000通电话，还曾在1小时里接到3万通电话。MCI通讯公司报道称，佩罗的电话银行开通后的前10天里就接到了上百万通电话。当时的总统选举民调表明，佩罗拥有21%的选民支持，与有望获民主党提名的比尔·克林顿相比要落后14个百分点，与在任总统布什相比则要少16%；不过，所有潜在选民中表示对佩罗已有足够了解，已经有一定看法的还只有三分之一。他的支持者中有很大一部分是里根民主党人、企业家，以及人称“佩罗共和党人”的保守派郊区居民，他们认同佩罗竞选活动的核心议题，但不赞成他在堕胎问题上的选择派立场。除此以外，还有一些政治新人也投身到佩罗竞选的志愿工作中。
全美有25个州规定，总统候选人必须要有竞选搭档（即副总统候选人）一起参选。佩罗为此于3月下旬选择退役海军中将詹姆斯·斯托克代尔（James B. Stockdale）作为“临时”竞选搭档，斯托克代尔曾在越战期间被俘，沦为战俘长达7年半，为此获颁荣誉勋章。佩罗在接下来的竞选期间没有更换副总统候选人，但《波士顿环球报》一度报道称波士頓大學校长约翰·西尔伯（John Silber）也曾有望成为佩罗的竞选搭档。4月，佩罗在接受美联社采访时表示，他有可能会在支持者确保他能在所有州参选前就开始竞选。从当时的情况来看，取得纽约州的参选资格难度很大，根据该州法律，潜在候选人必须在为期5周的夏季里得到2万非主要选民签名支持，而且该州所有国会选区有上百人签名的必须达到半数。佩罗承认自己可能无法获得该州的选举资格，但仍然可能会参选。
4月，支持者在各地继续为佩罗取得参选资格努力，佩罗也亮相多个谈话节目，讨论自己对许多政治议题的立场和计划。他再次走上《拉里金现场》，表示自己很快就会对是否参选做出决定，如果参选，那么他愿意为之投入1亿美元。在《今天》节目中接受凯蒂·库瑞克采访时，他提议削减“那些不需要的人”的医疗保险和社会保障。他还在这个月下旬亮相《面对国家》，呼吁富有的美国人付出比寻常百姓更多的钱来消除财政赤字。提姆·拉瑟特在《与媒体见面》上对佩罗的预算数字提出质疑，经过一场激烈的采访，佩罗深感失意，一度考虑退出竞选:18。佩罗的一段演讲通过播出，他在其中表示自己希望竞选中不要有什么“政治专家”，以求避免过去那些竞选中出现过的任何“下三滥手段”。此后，竞选顾问雷·斯特罗瑟（Ray Strother）告诉佩罗，对于成功的竞选来说，像民意测验专家马克·佩恩（Mark Penn）这样的专业人士必不可少。4月下旬，佩罗聘请前《芝加哥论坛报》主编詹姆斯·斯夸尔斯（James Squires）担任新闻发言人，处理大量媒体的采访要求。月底，佩罗意识到自己已经把太多时间花在出席谈话节目上，因此宣布接下来几星期会专注于竞选议题。

### 异军突起
到5月时，佩罗已经在德克萨斯州和加利福尼亚州的总统候选人民调中领先。布什和克林顿的竞选团队都开始担心各自的竞选前景，并公开对佩罗是否能够继续“按自己的游戏规则行事”表示质疑。他们强调佩罗也有一些“据称存在的人格缺陷”，希望以此贬低他的“民间英雄地位”，证明他也就是个政治家。与此同时，佩罗信守承诺，集中精力让政治立场更为锐利。他聘请曾在吉米·卡特政府担任预算官员的约翰·P·怀特（John P. White）来设计和完善预算纲领。这时，各州纷纷发来捷报，每个州都有足够选民签署请愿书，佩罗可以在选举日与民主、共和两党候选人在50个州决一雌雄。许多媒体猜测，佩罗参选会导致选举人团无法达成一致，最后总统宝座的归属可能不得不由联邦众议院决定。曾于1984年为罗纳德·里根竞选总统工作的哈尔·莱尼（Hal Riney）在这段时间获聘担任佩罗的广告宣传顾问，他曾因竞选广告《美国早晨》（Morning in America）闻名。据报道称，莱尼在会面时透露了广告宣传所需要的开销，佩罗听到后“跳了起来”并质问：“我干嘛要花这笔钱？我不花钱就能上《今天》”。莱尼在竞选期间制作出多个广告，但都没有播出。
虽然这时还没有竞选和宣传，但佩罗仍在5月中旬俄勒冈州和华盛顿州的民主、共和两党初选中赢得相当一部分选票支持。俄勒冈州初选时，有13%的民主党选民和15%的共和党选民把佩罗的名字写在选票上表示支持。票站调查结果表明，各党派初选中选民对佩罗的好感度都不低于克林顿和布什。5月底，佩罗呼吁布什“爬到擂台上来”，称在任总统正利用代理人来攻击自己。为了增强实力，佩罗的竞选团队先后与吉米·卡特1976年的竞选经理、前白宫办公厅主任汉密尔顿·乔丹（Hamilton Jordan），以及罗纳德·里根1984年的竞选经理埃德·罗林斯（Ed Rollins）取得联系，准备聘请其中一人。最终，两人都获聘成为佩罗的竞选经理。5月29日，佩罗开始重返谈话节目，在《20/20》中接受芭芭拉·沃尔特斯访谈。他论及自己在平衡预算上有三个阶段方案，首先是联邦国会立法限制支出，然后是削减政府浪费，最终则是改革现有税制。佩罗表示，自己会在未来几周对削减政府浪费提供更具体的方案。采访期间，佩罗还表示自己会避免让同性恋加入内阁，避免“美国人民的争议点”。不过，他还是表达了自己对同性恋的看法：“人们私底下的作为是他们的事”。
曾为帕特·布坎南服务的民意测试专家弗兰克·伦茨（Frank Luntz）、前共和党全国竞选委员会主席查尔斯·伦纳德（Charles Leonard）都获聘成为佩罗的竞选团队成员。《纽约时报》报道称，佩罗请人帮忙搜索法院和联邦文件，寻找那些可能会对自己不利的資訊，以便在有必要时作出回应。加利福尼亚州是初选结果公布最晚的几个州之一，票站调查结果表明有42%的共和党人和33%的民主党人支持佩罗。《时代》周刊的民调显示，全部选民中支持佩罗的高达37%，相比之下，布什和克林顿都只有24%。此时，在任副总统丹·奎尔公开批评佩罗是个“喜怒无常的富豪”，成为布什政府中攻击佩罗的最高阶官员。
6月中旬，佩罗到达加利福尼亚州竞选，有7000人参加他在萨克拉门托举行的集会。一些人在集会上质问佩罗，高喊“谈论问题！”洛杉矶发生种族大暴动后，他与一些黑人和亚裔领袖探讨种族关系问题，随后又在橙县发表有关种族关系的演说，台下听众大部分是白人，但他没有表明自己对平权法案的看法。佩罗在加州竞选的最后一站是欧文，接下来他又前往科罗拉多州和马萨诸塞州竞选。6月底，哥伦比亚特区及其他多个州召开大型提名大会，总结选情，判断佩罗是否可以参加各州的选举。佩罗在多场大会上演讲，演讲对象主要是“穿戴整齐的中年人”，他表示自己要改善教育体制，让美国恢复到“你出个门都不用上锁”的状态。6月底，开始有媒体猜测佩罗是否会在民主党和共和党全国大会后自行召开全国大会。

### 支持率下滑并退出竞选
7月，媒体上开始报道佩罗过去的一些所作所为，例如他曾于20世纪80年代末私下对布什家族展开调查，这对他的竞选造成不利影响。佩罗指责这些报道都是源自“共和党研究团队”，声称自己曾受到警告，对于像他这样“身世清白的人，他们肯定会设法重新定义你、毁掉你。”竞选官员试图想出新策略来对付负面新闻，并且让佩罗不要再对竞选议题发表概括性的见解。佩罗希望请美国卫生研究院主任伯娜丁·希利（Bernadine Healy）作为竞选搭档，但后者谢绝了邀请。与此同时，佩罗在竞选过程中也遭遇阻碍，有同性恋权利团体在奥林匹亚的集会上找上佩罗，要求他解决艾滋病和同性恋权利问题，他很快改变立场，表示自己会允许男同性恋入伍服役，并且可以成为内阁官员。佩罗在向美国全国有色人种协进会演讲时面对的是他最难赢得支持的一部分选民，他在演说中出现失误，称非裔美国人为“你们这些人”。后来的迹象显示，佩罗不希望在任何没有支持者的会面或集会场合露面。新闻发言人斯夸尔斯本为佩罗写好了针对这次演说的演讲稿，但候选人没有采纳，而是用了自己的稿子。这次演讲过后，佩罗一度担心新黑豹党成员会计划行刺:73。
到了7月中旬，《华盛顿邮报》报道称，佩罗不愿遵照竞选经理的建议，在竞选议题上提供更为具体的意见，同时又要亲自对竞选运作保持全面掌控，还会强迫志愿者在效忠誓辞上签字，两位竞选经理因此感到越来越失望。佩罗在民调中的支持率开始下滑到25%，他的多位顾问警告，如果继续这样无视他们的建议，候选人的支持率甚至会跌至个位数。竞选经理乔丹威胁要辞职，7月15日，埃德·罗林斯在佩罗解雇哈尔·莱尼后辞职，罗林斯和莱尼曾在当年里根的竞选中合作过。罗林斯后来声称，竞选团队中有人指控他和中央情报局有联系，是布什的内应。佩罗的支持率在一片混乱之中跌到20%。次日，佩罗再次走上《拉利金现场》，宣布自己不会竞选总统。对此他表示，自己不希望看到选举人团出现分裂，导致总统人选必须由联邦众议院定夺。他还呼吁支持者们转为支持其他人选，并发起“我们团结起来”运动来“影响辩论”。佩罗这时已为竞选自掏了1200万美元腰包。比尔·希尔斯曼曾为佩罗的竞选制作过几份广告，只是都没有播出，他认为佩罗此次退出只是一种战术，以求暂时避开媒体的攻击:67。
佩罗宣布退出后，之前曾为他工作的几位顾问表示，候选人虽然已经取得24个州的参选资格，但却不愿意“在要紧事上花钱”，罗林斯和乔丹曾提议花费1.5亿美元用于广告宣传，但遭到否决:19。几位顾问还认为，佩罗“过分执念”于自己的形象，而且在出现负面新闻后就失去了继续竞选的兴趣。支持者对佩罗的决定感到扼腕和愤怒，他在美国公众心目中的声望也相应下滑。一位女性致电佩罗，称（自己的）“眼泪根本止不住”。佛罗里达州出现集体诉讼，希望能迫使佩罗继续竞选，但案件最终以撤销收场。7月下旬，佩罗竞选团队设计的经济方案经媒体公布，整个提案有50页，内容包括削减国内支出，对教育、通讯和运输项目投资，对富人征收更高的所得税，还会增收汽油税等。整个方案计划花5年时间削减预算赤字。8月底，佩罗承诺，任何支持他经济方案的候选人就可以获得自己的支持，但也暗示自己有可能会重新加入竞选。9月，佩罗表示有意购买主要电视网络的广告时间，讨论自己的经济方案，但要做到这点，他必须宣布参选，所以这些迹象都表明他有可能重返赛场。与此同时，佩罗已经取得在全部50个州参与大选的资格，民调显示他的支持率仍然有14%，克林顿和布什则分别是44%和39%。

## 卷土重来
10月1日，佩罗重新加入竞选，渴望能进一步向美国人民阐明自己的经济方案。《纽约时报》认为，佩罗“取胜的希望与他在7月退出时相比已经小了很多。他唯一有望实现的只能是混淆视听、扰乱比赛。”佩罗希望能投入更多资源用于付费广告而不是举行传统的集会，希望能借此将自己的理念传播得更广。竞选的最后一个月里，佩罗只有在参加总统候选人辩论和7场集会时离开过位于达拉斯的总部。一位助手之后这样说道：“他就像每天到办公室上班一样竞选总统，然后回家、吃晚饭。”。这次，佩罗没有再聘请专业人士担任顾问，而是任用那些忠诚度“无可质疑”的“政治门外汉”。自20世纪70年代就与佩罗熟识的奥逊·斯文德（Orson Swindle）获聘为首席顾问。佩罗的女婿克莱顿·马尔福德曾参与早期的呈请签名收集工作，现在他成为竞选团队的法律顾问。1969年就开始为佩罗工作的莎朗·霍尔曼（Sharon Holman）成为新闻发言人，佩罗的朋友墨菲·马丁（Murphy Martin）出任媒体总监。
佩罗采用大规模营销策略，花费3480万美元从主要电视网络购买半小时甚至1小时时段，使用图表来介绍自己的经济理念，给观众留下深刻印象。他的第一个资讯广告于10月6日播出，有1650万观众收看。他在广告中动用金属指针和20多个图表，告诉观众“我们已深陷下渗经济学，而且情况严重”。之后他得出结论：“我们的总统在指责国会，国会又反指总统，民主党和共和党都相互指责。没有任何人站出来，为任何事情承担责任。”节目的大部分时间里，他都坐在书桌前的办公桌旁对镜头讲话。政治专家认为，这是具有开创性意义的广告形式。两天后，娱乐与体育节目电视网、有线电视新闻网及其他5家有线电视网络播出一系列竞选广告，其中包含3段新广告，每段长60秒。名为《红旗》（Red Flag）的一段显示有飘扬的红旗，以鼓点为背景音乐，画面上还有文字：“虽然冷战即将结束，但我们还面临另一场战争。在这场新的战争里，我们的敌人不是（代表）共产主义的红旗，而是我们国家债务中的红色墨水（指赤字），我们政府官僚的繁文缛节。这场战争的伤亡就是（人们）失去了工作，也失去了梦想。”。10月9日，电视上又出现了第二段时长半小时的佩罗资讯广告。

### 辩论
10月11日，佩罗在密苏里州圣路易斯县县城克莱顿（Clayton）首次参加总统候选人辩论，布什和克林顿也有出席。这是美国政治史上首次有3位总统候选人参加同一场辩论，佩罗也成为继1980年的约翰·B·安德森（John B. Anderson）以来第一位参加全国性总统候选人电视辩论的第三党候选人。他在辩论期间探讨了的议题范围很广，如财政赤字、教育和毒品问题，他还宣布，自己如果当选，将会消除游说集团的影响。佩罗在辩论时也有过一些给观众留下深刻印象的妙语，面对有关缺乏从政经验的批评，他回答道：“好吧，他们说得有道理。我在欠上4万亿美元债务方面的确没有任何经验。”论及对手赢得选举后的情况时，他说：“那么他们就会知道一些残酷的现实，有许多事我们必须要去做。我今天晚上来这里可不是要粉饰太平。”辩论结束后，全部4个民意调查中有3个的结果显示佩罗赢得了辩论，并且平均支持率达到37%，其后分别是克林顿的30%和布什的18%，但从选举民调来看，佩罗的支持率仍然只有14%，远不及布什和克林顿。佩罗的竞选搭档斯托克代尔在亚特兰大参加副总统候选人辩论，对手分别是在任副总统丹·奎尔和民主党候选人阿尔·戈尔。对于普通公众来说，斯托克代尔总体上默默无闻，但他一出场就用两个哲学问题给众人留下深刻印象：“我是谁？我为什么会在这里？”然而，他对接下来他人提出的一些实质性问题缺乏准备，在辩论台上表现尴尬，甚至是苦苦挣扎，这有可能对佩罗构成了不利影响。
第二场总统候选人辩论于10月15日在弗吉尼亚州里士满举行，中间选民可以向候选人提问，确保辩论围绕竞选议题展开。佩罗在开幕词中称，墨西哥的制造业蓬勃发展，创造出大量就业机会，以致于产生了“巨大的吮吸声”（指“吸”走了美国人的就业机会）。佩罗在辩论中表示，民主党和共和党都对赤字负有责任，但双方却又都不愿意承担责任。他还开玩笑说：“估计在那什么地方有个外星人正在帮我们承担责任。”辩论即将结束时，佩罗声称自己是“注重成效……的行动派”，他还进一步表示：“如果他们只想慢慢来，空谈而不采取行动，（那么）我可不会那么幹。”
10月19日，佩罗又到密歇根州东兰辛参加了第三场辩论，并在辩论期间多次提及或引述自己的资讯广告。他从辩论一开始就批评布什的经济方案，称这样的方案无法平衡预算。之后他又表示，会自费6000万美元来结束这场竞选。佩罗还非常引人注目地指出：“两大党派的竞选团队中都有外国游说分子担任重要职务。”辩论结束后，他在新闻发布会上严厉谴责媒体只专注于那些“抓人把柄”的故事，而没有充分曝光另外两位候选人竞选团队中的外国游说分子。前民调专家弗兰克·伦茨（Frank Luntz）对此表示：“如果罗斯·佩罗动脑子的话，他就能所向披靡。（这时候）他专注、直截了当而且引人注目。（但）要是他随性而为，有时候就会让情绪冲昏头脑。”

### 最后冲刺

佩罗的第一段資訊型廣告，图像上显示他正在用图表向观众介绍联邦预算赤字。他在节目中称自己手上的指示棒为“巫毒棒”，这一说法来自里根经济学。

参加完三场辩论后，佩罗没有马上投身竞选，也没有忙着上电视，直到10月17日才出现在美国广播公司的自传体資訊型广告上，他为这30分钟的节目花费了37万美元。10月24日，哥伦比亚广播公司播出信息广告《不为人知的罗斯·佩罗》（The Ross Perot Nobody Knows）；两天后，美国广播公司又在《周一足球之夜》（Monday Night Football）开赛前播出另一段資訊型广告，佩罗为此又花费了94万美元。随着选举日的临近，佩罗希望能对自己之前的退出给出更好的解释。有多家媒体报道称，共和党人计划窃听佩罗办公室的传闻出现后，某竞选安保官员于8月同达拉斯警方取得联系，敦促他们针对布什的竞选顾问詹姆斯·奥布威特（James Oberwetter）实施诱捕行动。佩罗在《60分钟》节目中接受采访时声称，有“共和党人士”扬言要破坏她女儿的婚礼，迫使他在7月退出竞选。他将此事报至联邦调查局，但调查没有发现任何证据表明有共和党人士存在不当行为:23。《纽约时报》认为，这一说法能够改善佩罗在选民心目中的整体形象，因为这让他看上去就是个“愿意放弃目标来保护家庭”的真汉子，但是，由于缺乏证据支撑，他的说法也引来了批评:23。
到10月末时，佩罗在民意调查中的支持率已达到20%，选民对他的好感度也略有上升。但由于新闻报道中详细描述了佩罗对竞选志愿者的调查行为，此前还曾强迫志愿者签署“效忠誓辞”，这些数字的上升趋势也基本停止。他的助手们希望能将竞选和媒体报道的焦点转回经济议题，佩罗于是再次走上《拉利金现场》，指出受“赤字开销和金钱竞争”的影响，20世纪90年代早期的经济衰退还没有结束。他还走上《与大卫·弗罗斯特交谈》（Talking with David Frost），在节目中支持竞选搭档的说法：针对越战的抗议活动令美国深陷这场战争的时间变得更加漫长。据估算，佩罗在竞选的最后几天里每天都在广告上花费了500万美元，单在10月就花掉了4000万美元，整场竞选一共花费6000万美元。
选举日前两天，佩罗出席了宾夕法尼亚州、新泽西州和丹佛的几场集会。佛罗里达州坦帕的一场大型集会在上万名佩罗的支持者参加。佩罗还曾到访堪萨斯城、洛杉矶和圣克拉拉争取支持。选举日前夜，美國三大電視網都有播出他的资讯广告。他在位于达拉斯的竞选总部外举行最后一场竞选活动，答谢支持者，称“你所经历的可能并不总是那么美好，但看在老天的份儿上，你重新赢回了你的国家。”活动的最后，现场播放起佩茜·克莱恩（Patsy Cline）演唱的《疯狂》（Crazy），这也是佩罗的竞选主题歌。由全国广播公司和《华尔街日报》举办的最后一次民调显示，佩罗的支持率只有15%，相比之下，布什有36%，克林顿更达44%。

## 选举结果

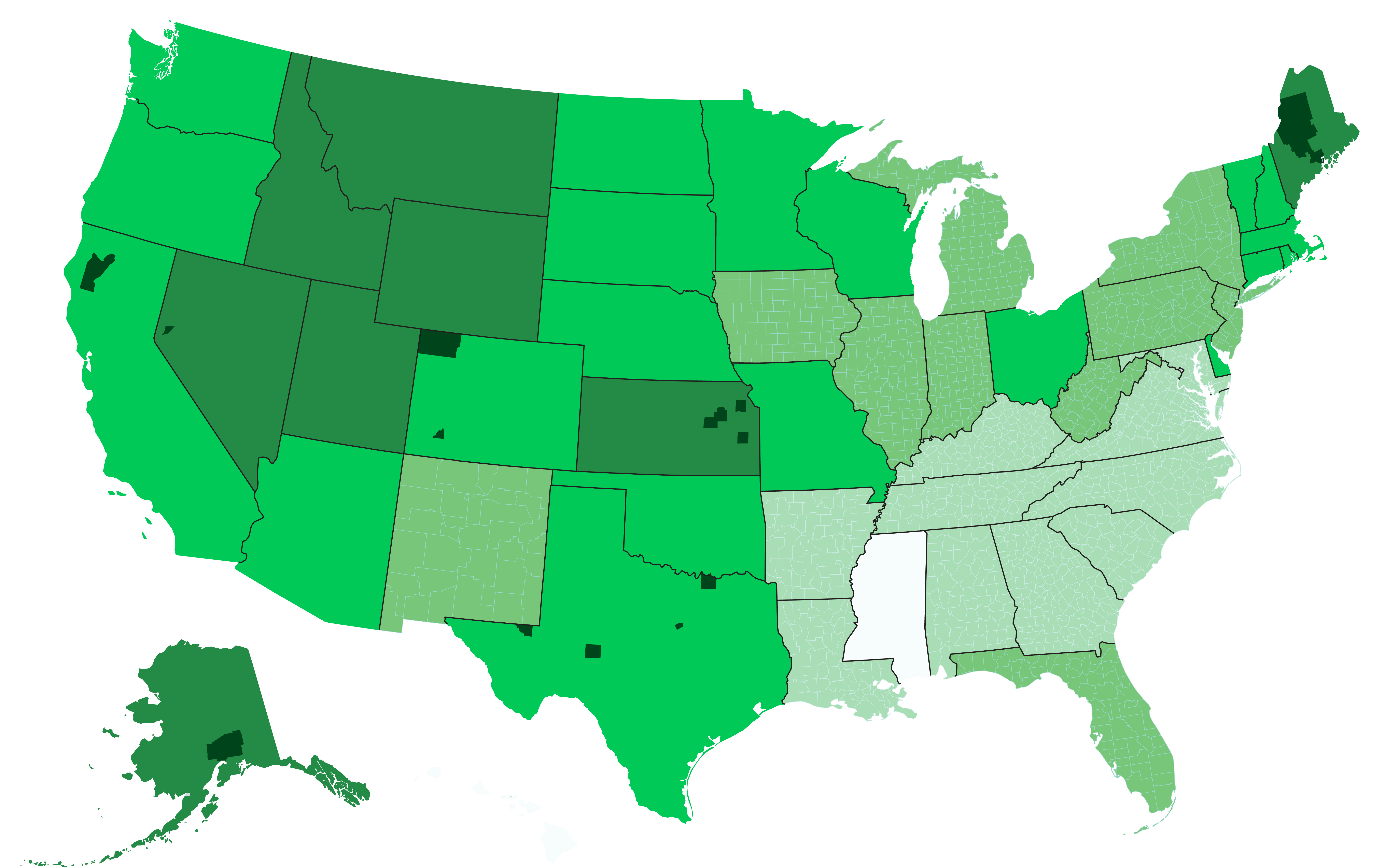
佩罗获胜的县
超过30%选民支持佩罗的州
25%至30%选民支持佩罗的州
20%至25%选民支持佩罗的州
15%至20%选民支持佩罗的州
10%至15%选民支持佩罗的州
低于10%选民支持佩罗的州

佩罗在选举日一共得到1974万3821张普选票支持，占选票总数的18.91%。由于支持者分布相对均匀，他没能赢得任何一州的选举人票，但在缅因州赢得的普选票数量超过30%，犹他州也有27%，他在这两个州都位居第二。佩罗赢得了多个县的选举胜利，这些县分别位于阿拉斯加州（该州的县级行政区叫自治市镇）、加利福尼亚州、内华达州、科罗拉多州、堪萨斯州、德克萨斯州和缅因州，上一次有第三党候选人赢得县选举则要追溯到1968年的乔治·华莱士。佩罗赢得选票比例最高的是阿拉斯加州的马塔努斯卡-苏西特纳自治市镇和德克萨斯州的洛文县，得票率都超过40%。 从票站调查来看，投票支持佩罗的有52%为男性，94%是白人，年龄在18至44岁的占63%，约三分之二没有取得高等教育学历。这些人的总体收入水平与美国民众基本一致。在意识形态方面，佩罗的支持者中有53%自认是温和派，27%是保守派，20%是自由派，有三分之二是民主党人或是不属于任何政党。
根据沃尔特·迪安·伯纳姆（Walter Dean Burnham）定下的标准，美国总统大选中第三党候选人能够获得的普选票阈值为5%，佩罗远远超出了这一数字，已属非常成功之列:4。但也有学者对此提出质疑，他们认为佩罗不属于传统意义上的第三党候选人，因为他拥有高额的竞选经费，还有能力对草根志愿者提供财政支持:8。另有观点指出，佩罗会迫使其他候选人改变针对竞选议题的措辞，以期吸引支持佩罗的选民，这表明竞选受到议题的不当影响:10。票站调查结果还显示，有35%的选民如果觉得佩罗的确有取胜之机的话，就会投票支持他。当代分析表明，如果竞选前的民调显示佩罗有更高的支持率，防止有意支持他的选民担心自己的一票起不了作用，那么他有可能会赢得选举。包括副总统丹·奎尔在内的许多共和党人都认为民主党之所以能够取胜，佩罗的参选要負主要責任，声称他所赢得的选票本来都是要投给布什的。但从民意调查来看，如果佩罗没有参选，他的支持者中愿意把票投给布什和克林顿的都是38%，剩下的24%则根本不打算投票。

## 余波
选举结束后，佩罗继续与“我们团结起来”合作，并集中精力阻止北美自由贸易协议生效。1993年，他和副总统戈尔在《拉利金现场》针对北美自由贸易协议展开辩论，引起高度关注。1995年，佩罗组建美国改革党，并于次年以该党旗号再度参选总统。这次，他没能在竞选期间参与总统候选人辩论，最终只得到8%的普选票，不及共和党候选人鲍勃·多尔和在任总统克林顿。1998年，前职业摔跤手杰西·温图拉以改革党候选人身份当选明尼苏达州州长，评论认为，这一成功与佩罗在两次大选中的表现密不可分:163。还有学者推测，佩罗在竞选中专注预算平衡，引起公众对该议题的关注，为20世纪90年代末美国财政实现盈余创造了条件:8。佩罗没有参加2000年大选，选择支持德克萨斯州州长、共和党候选人乔治·沃克·布什，后者最终赢得总统宝座。2008年，他在总统大选中支持共和党候选人，马萨诸塞州州长米特·罗姆尼，称“1992年的情况远不及现在糟糕……如果有什么时候需要我们全力一搏的话，那就是现在。”民粹主义茶党运动成员也支持平衡预算，所以有观点认为他们倾向于支持佩罗的主张。

## 扩展阅读
- Sifry, Micah. . New York: Routledge. 2002. ISBN 0-415-93142-8.